# 카츠야 (배우)
카츠야(일본어: 勝矢, 1975년 5월 8일 ~ )는 일본의 성우, 배우이다.

## 성우 활동

### TV 애니메이션
2006년
- 가정교사 히트맨 리본!(닥터 샤멀)
- 도쿄 트라이브 2(곤도)

## 배우 활동

### 영화
2018년
- 첫 키스만 50번째(카주히코)
- 갱구스